# Meythet
Meythet este o comună în departamentul Haute-Savoie din sud-estul Franței. În 2009 avea o populație de 8.478 de locuitori.

## Evoluția populației
| An        | 1975  | 1982  | 1990  | 1999  | 2006  | 2009  |
| --------- | ----- | ----- | ----- | ----- | ----- | ----- |
| Populație | 6.636 | 7.590 | 7.581 | 7.701 | 8.248 | 8.478 |